# Hormidas Jeannotte
Pour les articles homonymes, voir Jeannotte.
Hormisdas Jeannotte (22 décembre 1843-29 avril 1909) est un notaire et homme politique fédéral du Québec.

## Biographie
Né à Saint-Henri-de-Mascouche dans le Canada-Est, il entame une carrière publique en servant comme conseiller municipal à Montréal de 1878 à 1894.
Élu député du Parti conservateur dans la circonscription fédérale de L'Assomption lors de l'élection partielle de 1892 et déclenchée après la destitution du député libéral Joseph Gauthier, il avait précédemment tenté de déloger ce dernier en 1891. Sa carrière prend fin alors qu'il est défait par Gauthier en 1896.